# Diecezja Neivy
Diecezja Neivy (łac. Dioecesis Neivensis, hisz. Diócesis de Neiva) – rzymskokatolicka diecezja w Kolumbii. Jest sufraganią archidiecezji Ibagué.

## Historia
Diecezja została erygowana 24 lipca 1972 roku przez papieża Pawła VI bullą Ad aptius tutiusque. Dotychczas wierni z tych terenów należeli do diecezji Garzón-Neivy.

Mapa diecezji

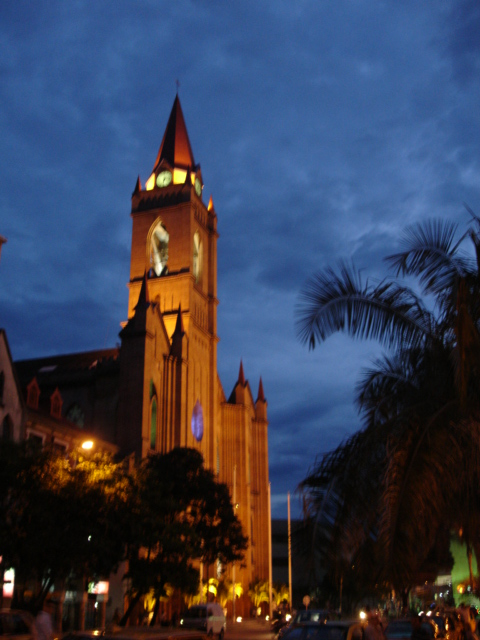
Katedra w Neivie

## Ordynariusze
- Rafael Sarmiento Peralta (1972–1985)
- Hernando Rojas Ramirez (1985–2001)
- Ramón Darío Molina Jaramillo OFM (2001–2012)
- Froilán Tiberio Casas Ortiz (2012–2023)
- Marco Antonio Merchán Ladino (od 2023)